# 국도 제10호선 (일본)

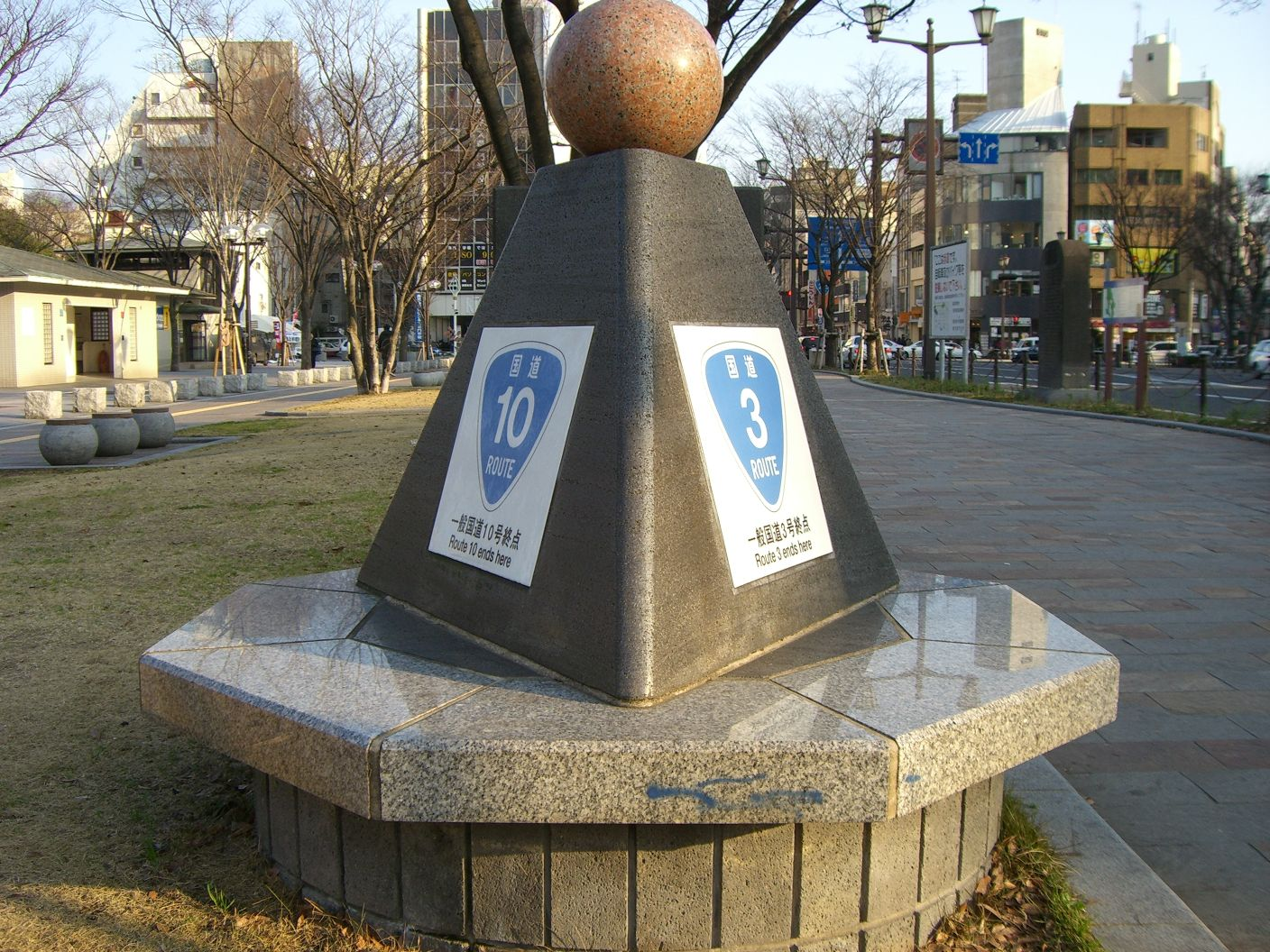
가고시마현 가고시마시의 데루쿠니 신사 앞에 있는 종점 관련 표지판이다. 이 일대에서는 3번 국도 등의 종점으로 삼고 있다.

국도 제10호선(일본어: 国道10号)은 일본 후쿠오카현 기타큐슈시 모지구에서 가고시마현 가고시마시를 연결하는 총 연장 552.1km의 일본의 일반 국도이다.

## 주요 경유지
- 후쿠오카현
  - 기타큐슈시 모지구 - 기타큐슈시 고쿠라키타구 - 기타큐슈시 고쿠라미나미구 - 미야코군 간다정 - 유쿠하시시 - 미야코군 미야코정 - 지쿠조군 지쿠조정 - 부젠시 - 지쿠조군 고게정

- 오이타현
  - 나카쓰시 - 우사시 - 기쓰키시 - 하야미군 히지정 - 벳푸시 - 오이타시 - 분고오노시 - 우스키시 - 사이키시

- 미야자키현
  - 노베오카시 - 히가시우스키군 가도가와정 - 휴가시 - 고유군 쓰노정 - 고유군 가와미나미정 - 고유군 다카나베정 - 고유군 신토미정 - 미야자키시 - 미야코노조시

- 가고시마현
  - 소오시 - 기리시마시 - 소오시 - 기리시마시 - 아이라시 - 가고시마시